# Nichita Stănescu
Nichita Stănescu (* 31. März 1933 in Ploiești; † 13. Dezember 1983 in Bukarest) war ein rumänischer Lyriker, Essayist und Übersetzer.

## Leben
Stănescu studierte nach dem Besuch des Gymnasiums bis 1957 Literatur an der Universität Bukarest. Seine ersten Gedichte erschienen in der Literaturzeitschrift Tribuna. 1960 debütierte er mit dem Gedichtband Sensul iubirii. Entscheidende Impulse erhielt er Mitte der 1960er Jahre von seinem Freund, dem serbischen Dichter Vasko Popa, dessen Gedichte er ins Rumänische übersetzte. 1966 erschienen die 11 elegii, die als sein Hauptwerk gelten. Während er im deutschen Sprachraum kaum bekannt ist, ist Stănescu in Rumänien sehr populär und gilt als einer der bedeutendsten rumänischen Dichter seiner Generation. 1975 wurde er mit dem Herder-Preis ausgezeichnet, 1980 war er für den Nobelpreis für Literatur nominiert. Im Alter von 50 Jahren starb er in Bukarest an den Folgen seiner Alkoholabhängigkeit.

## Werke
- Sensul iubirii (Der Sinn der Liebe), 1960
- O viziune a sentimentelor (Eine Sicht der Gefühle), 1964
- Dreptul la timp (Das Recht auf  Zeit), 1965
- 11 elegii (11 Elegien), 1966
- Alfa, 1967
- Roşu vertical (Vertikales Rot), 1967
- Oul si sfera (Das Ei und die Sphäre) 1967
- Laus Ptolemaei (Lob des Ptolemäus), 1968
- Un pamânt numit România (Ein Boden genannt Rumänien), 1968
- Necuvintele (Die Unwörter), 1969
- În dulcele stil clasic (Im schönen klassischen Stil), 1970
- Belgradul in cinci prieteni (Belgrad in fünf Freunden), 1971
- Măreţia frigului (Die Erhabenheit der Kälte), 1972
- Cartea de recitire (Das Wiederlesebuch), 1972
- Starea poeziei (Der Zustand der Poesie), 1973
- Epica Magna, 1978
- Opere imperfecte, 1979
- Noduri şi semne (Knoten und Zeichen), 1982
- Opere Impersonale, 1982
- Posthume; Essays, 1982
- Antimetafizica, 1985
- Ordinea cuvintelor. Antologie Nichita Stănescu, editată de Alexandru Condeescu. (Die Ordnung der Wörter. Anthologie Nichita Stănescu herausgegeben von Alexandru Condeescu), 1985
- Poezii (mit einem Nachwort von Cristian Moraru), 1988
- Argotice. Versuri înedite (Argotisches. Unveröffentlichte Verse.), 1992